# Europastraße 461
Die Europastraße 461, kurz E 461, ist eine von Norden nach Süden verlaufende Europastraße in Österreich und Tschechien. Sie führt vom Knoten Kaisermühlen in Wien über Gerasdorf bei Wien, Wolkersdorf, Poysdorf, Drasenhofen, Mikulov, Pohořelice und Brünn bis nach Svitavy, wo sie an der Kreuzung mit der Europastraße 442 endet.
Da die E 461 die wichtigste Verbindung zwischen Wien und Brünn ist, wird derzeit der Lückenschluss der Nord Autobahn A 5 bzw. Dálnice 52 zwischen Poysdorf und Pohořelice geplant.

## Beschreibung des Verlaufes

### Österreich
In Österreich beginnt die E 461 am Knoten Kaisermühlen (A 22/A 23) und führt über die Südosttangente A 23 bis Hirschstetten und weiter über die Wiener Nordrand Schnellstraße S 2 bis Süßenbrunn. Im Anschluss verläuft sie über die Wiener Außenring Schnellstraße S 1 bis zum Knoten Eibesbrunn und weiter über die Nord Autobahn A 5 bis Poysdorf und die Brünner Straße B 7 bis zur Umfahrung Drasenhofen und schließlich über die Brünner Straße B 7 bis zum Grenzübergang Drasenhofen.

### Tschechien
Auf tschechischer Seite folgt die Fortsetzung als Silnice I/52 (Straße der 1. Klasse/Nr. 52) bis Pohořelice und als Dálnice 52 (bis 2015 Rychlostní silnice 52) bis Brünn. Im Raum Brünn verläuft die E 461 über die Dálnice 1 (Autobahn 1), Silnice I/23, Silnice I/42 und Silnice II/640. Schließlich führt sie über die Silnice I/43 von Brünn bis Svitavy.